# ヨフ
ヨフ(Yoff)は、セネガル共和国ダカール市の19区のうちのひとつ。
ダカール市の北西部に位置する。
もともとは、ヨフはレブ族の漁村である。

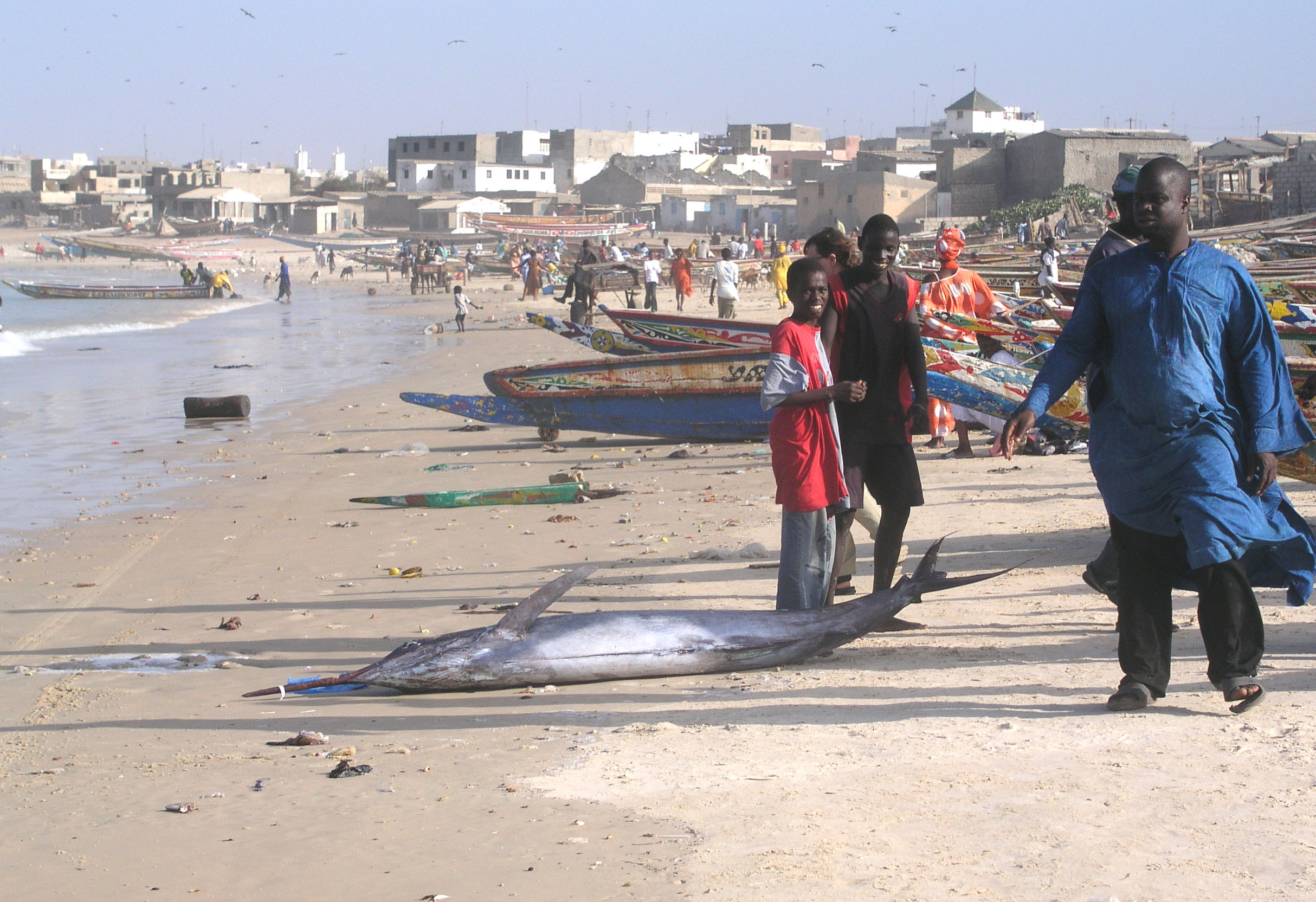
ヨフに水揚げされたカジキ

南には、レオポルド・セダール・サンゴール国際空港がある。